# IRAS 19475 + 3119
IRAS 19475+3119是一個距離地球約15000光年的原行星雲，在天球上位於天鵝座。中心恆星天鵝座V2513（V2513 Cygni）是F型後漸近巨星分支恆星。

## 概要
IRAS 19475+3119最明亮的部分是四極結構，包含了細長的雙極葉狀結構，並且都被一個微弱的暈所包圍。
該星雲的實際距離目前未知，天文學家以假設的光度估計距離等其他恆星參數。如果假設運動距離為4900秒差距，則星雲整體光度為8,300 L☉，半徑為58 R☉。中心恆星的原始質量估計至少2.5 M☉，現在則是0.63 M☉。如果假設星雲整體光度3,500 L☉，其與地球的距離則為1500秒差距。基於氧譜線觀測資料的光度估計值則遠高出前述的值，並且絕對星等至少-8。
星雲中心的恆星是一顆視星等在9.33至9.50之間變化的變星。該恆星的41日主要光變周期已經確認，但另一個稍短的次要周期導致的較長拍频使光變幅度和周期每年都在變化。這些變化是由恆星脈動造成，並且恆星表面溫度最高時最明亮，表面有效溫度變化最高可達到400 K。